# Villa del libro

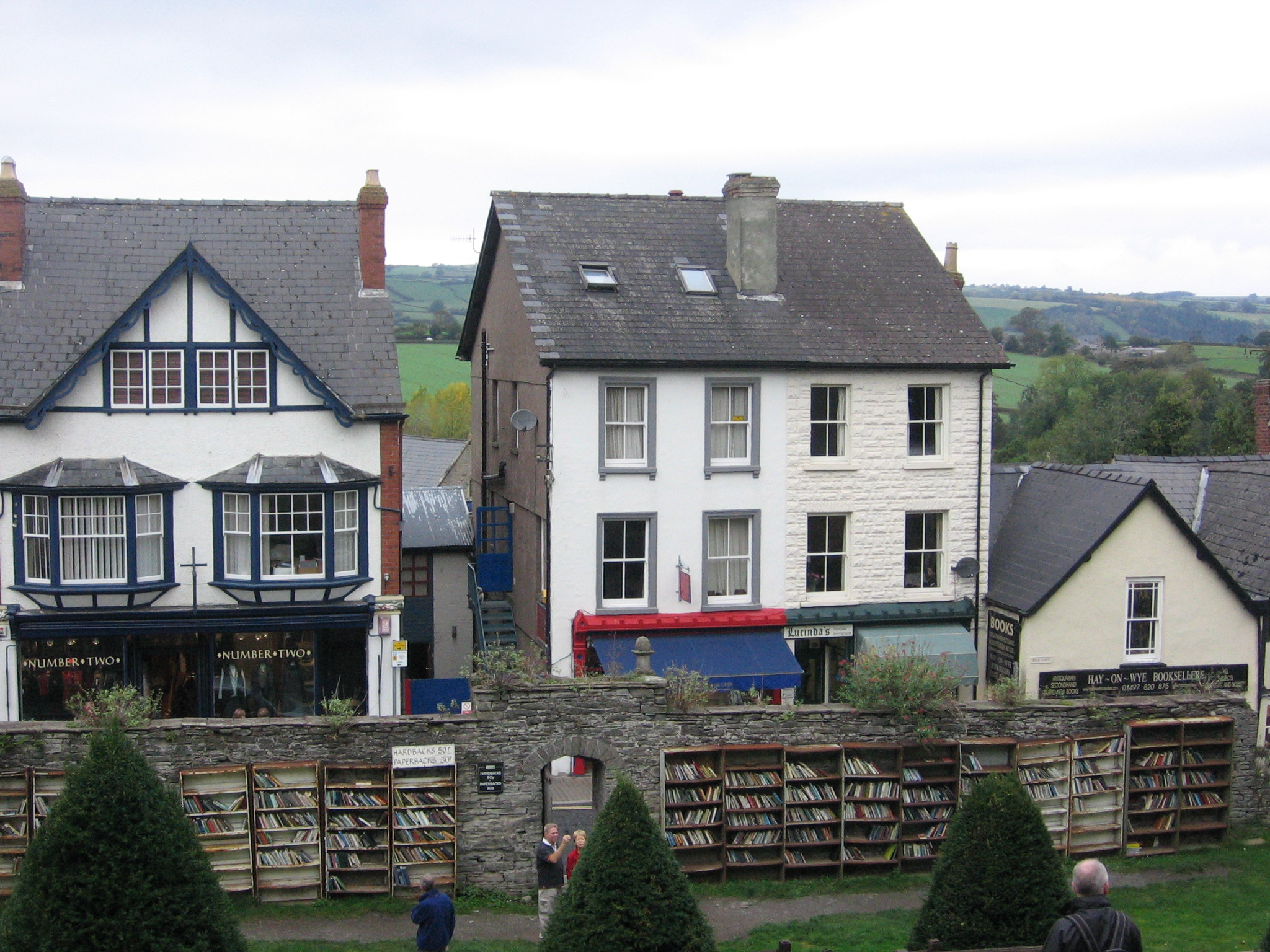
Librería Hay Castle en Hay-on-Wye, Gales, con otras librerías en la calle de atrás.

Un pueblo de libros, ciudad de libros o villa de libros (en inglés: book town) es un pueblo, ciudad pequeña o villa con numerosas librerías de libros usados o antiguos. Estas tiendas, así como los festivales literarios, atraen a turistas bibliófilos. Algunas ciudades del libro son miembros de la Organización Internacional de Ciudades del Libro (en inglés: International Organisation of Book Towns).

## Lista de pueblos de libros

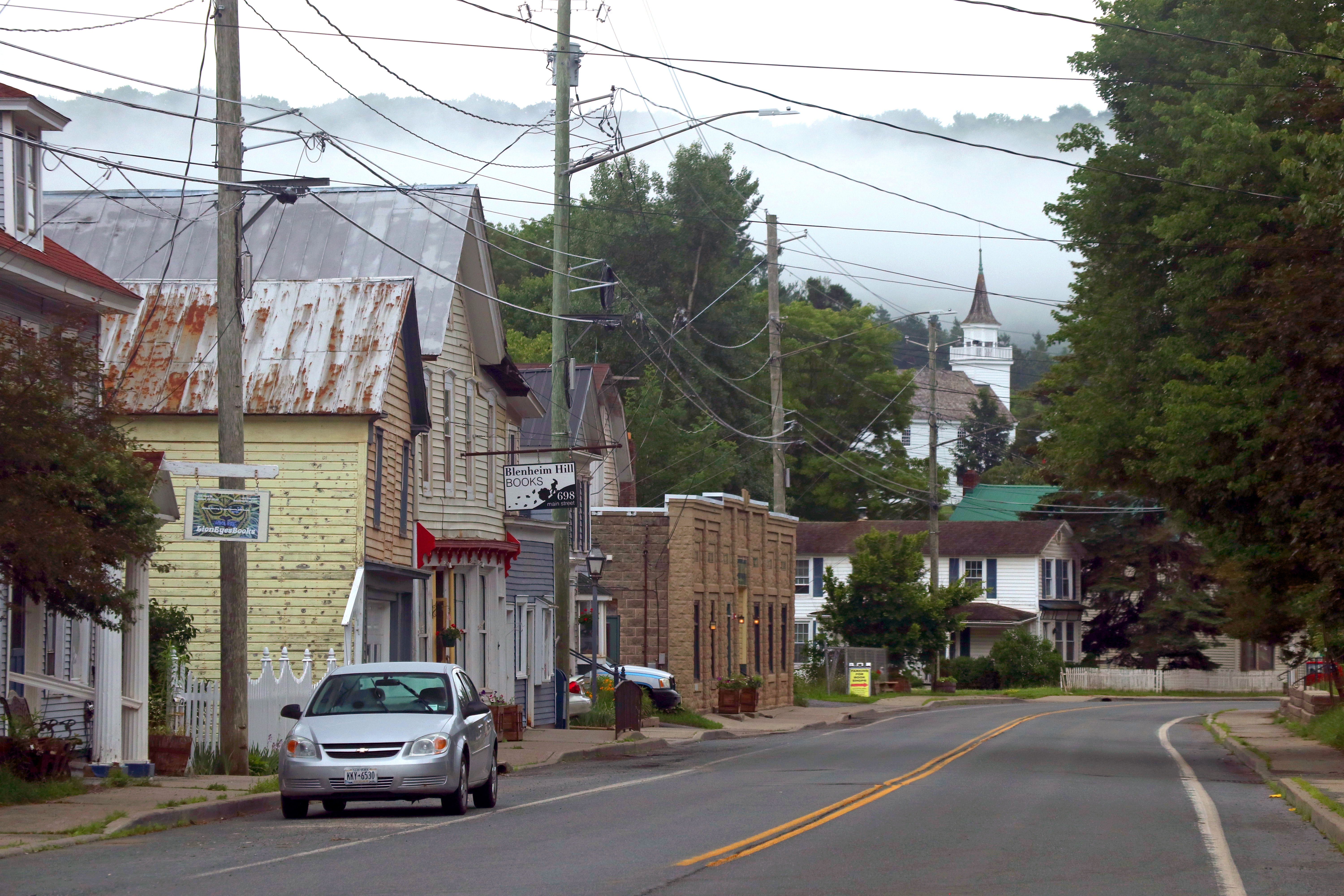
Librerías vistas a lo largo de Main Street en Hobart, Nueva York.

### Pueblos de libros con fechas de operación conocidas
- Bellprat, España (2008) [2]
- Bhilar, India (2017) [3]
- Blaenavon, Gales (2003-2006) [4] [5]
- Borrby, Suecia (2011) [6]
- Brownville, Nebraska, EE. UU. (2004) [7]
- Clunes, Victoria, Australia (2007) [8]
- Dalmellington, Escocia (1997–2005) [9]
- Esquelbecq, Francia (2010) [10]
- Featherston, Nueva Zelanda (2015) [11]
- Hay-on-Wye, Gales (1962) [12] [13]
- Hobart, Nueva York, EE. UU. (2005) [14]
- Kanda Jimbōchō, Chiyoda, Japón (1868)
- La Pobla de Segur, España (2018) [15]
- Archipiélago Langkawi, Malasia (1997, fecha de cierre desconocida) [16]
- Mellösa, Suecia (2001) [17]
- Montmorillon, Francia (2000) [18]
- Montolieu, Francia (1991)
- Ciudad Literaria de Paju, Corea del Sur (1989)
- Redu, Bélgica (1984) [13]
- Sedbergh, Inglaterra (2003) [19]
- Torup, Dinamarca (2006) [20]
- Urueña, España (2007) [21]

### Pueblos de libros con fechas de operación desconocidas
- Tombuctú, Malí [13]